# نائوتا یاماگوچی
نائوتا یاماگوچی (ژاپنی: 山口 直大؛ زادهٔ ۳۱ اوت ۱۹۸۳) یک بازیکن فوتبال اهل ژاپن است.
از باشگاه‌هایی که در آن بازی کرده‌است می‌توان به باشگاه فوتبال فاگیانو اوکایاما اشاره کرد.